# Jeszcze pięć minut (album)
Jeszcze pięć minut – album studyjny polskiego rapera Kizo. Został wydany 22 października 2021 roku przez wytwórnię spacerange należącą do chillwagonu.
Album uzyskał status diamentowej płyty. Album dotarł do pierwszego miejsca listy sprzedaży OLiS.
W singlach należących do albumu występują raperzy m.in. Wac Toja i Kabe.

## Lista utworów
1. „MTS” (produkcja: Traperhoff)
2. „Król balu” (produkcja: DR AP)
3. „Z nadzieją” (produkcja: C-Wash)
4. „Jeszcze pięć minut” (produkcja: BeMelo)
5. „Dobrze” (produkcja: C-Wash)
6. „Ojej” (gościnnie: Major SPZ) (produkcja: Oil Beatz)
7. „OXA” (gościnnie: Pusher) (produkcja: Culten)
8. „Forma” (produkcja: MØJI)
9. „Aladin” (gościnnie: Kabe) (produkcja: Gara & Nofuk)
10. „Disney” (produkcja: Sergiusz & Leśny)
11. „Pogo” (gościnnie: Oki) (produkcja: BaHsick)
12. „Mam do tego nosa” (gościnnie: Berson) (produkcja: BeMelo)
13. „Zdrowie” (gościnnie: Janusz Walczuk) (produkcja: Dio Mudara)
14. „Wrrrum” (produkcja: PSR)
15. „Nasze lato” (gościnnie: Wac Toja) (produkcja: BeMelo)
16. „Ojej (remix)” (gościnnie: Major SPZ) (produkcja: BAHsick)